# Delos Wheeler Lovelace
Delos Wheeler Lovelace (geboren am 2. Dezember 1894 in Brainerd, Minnesota; gestorben am 17. Januar 1967 in Claremont, Kalifornien) war ein amerikanischer Schriftsteller und Journalist. Er ist bekannt als Autor der Romanfassung zum Film King Kong und die weiße Frau, eines der ersten „Buch-zum-Film“-Romane.

## Leben
Lovelace war der Sohn von Mortimer Lovelace und von Josephine Lovelace, geborene Wheeler. Er begann 1913 als Reporter bei Fargo Courier News, wechselte 1914 zu Minneapolis Daily News und war von 1915 bis 1917 und dann erneut von 1919 bis 1920 Reporter und in der Nachtredaktion bei der Minneapolis Tribune. Von 1916 bis 1917 studierte er an der University of Minnesota, 1919 an der Harvard University und 1921 an der Columbia University. Von 1920 bis 1931 war er Reporter der New York Daily News und von 1928 bis 1950 stellvertretender Leiter der Lokalredaktion bei der New York Sun. Von 1950 bis 1952 war er  Journalist bei New York World-Telegram and Sun.
1917 hatte er die Schriftstellerin Maud Palmer Hart geheiratet, die als Autorin der Kinderbuchreihe der Betsy-Tacy-Bücher bekannt ist, und mit der zusammen er eine Reihe von Büchern und Erzählungen schrieb.
Der Roman zum King-Kong-Film erschien 1932 kurze Zeit vor dem Kinostart, wurde dann im Februar und März 1933 noch einmal in zwei Folgen im Magazin Mystery abgedruckt, wobei als Autor allerdings nur noch Edgar Wallace genannt wurde.

## Bibliografie
Romane
- King Kong (1932, Romanfassung von King Kong). Übersetzungen:
  - King Kong. Übersetzt von Wulf H. Bergner.  Moewig Romane #42, 1968.
  - Der Original-King-Kong. Übersetzt von Helmut Kossodo. Krüger, 1976, ISBN 3-8105-1103-X. Auch als Goldmann TB #8835, 1987, ISBN 3-442-08835-6.
  - King Kong : Roman. Nach einem Drehbuch von Edgar Wallace und Merian C. Cooper. Ill. von Chrigel Farner. Übersetzt von Simone Salitter und Gunter Blank. Walde + Graf bei Metrolit, Berlin 2012, ISBN 978-3-8493-0010-4.
- One Stayed at Welcome (1934, mit Maud Hart Lovelace)
- Gentlemen from England (1937, mit Maud Hart Lovelace)
- Journey to Bethlehem  (1953)
- That Dodger Horse (1956, auch als The Dodger Horse)

Sachliteratur
- Rear Admiral Byrd and the Polar Expedition (1930, als Coram Foster)
- Rockne of Notre Dame (1931, Biografie des Football-Spielers Knute Rockne)
- The golden wedge: Indian legends of South America (1942, mit Maud Hart Lovelace)
- General “Ike” Eisenhower (1944, Biografie von Dwight D. Eisenhower)
- Epilepsy, the last of the hush-hush diseases (1952)

Kurzgeschichten
- Borghild’s Clothes (mit Maud Hart Lovelace, 1922)
- Auction (mit Maud Hart Lovelace, 1924)
- Barley Straw (1924)
- Carmelita (1924)
- East Wind (mit Maud Hart Lovelace, 1924)
- Inheritance (1924)
- Land (mit Maud Hart Lovelace, 1924)
- Laughing Tyrant (mit Maud Hart Lovelace, 1924)
- Maid and the Hope Chest (1924)
- Neighbors (mit Maud Hart Lovelace, 1924)
- Wheat (1924)
- Boot (1925)
- Country Queer (1925)
- Cutting Edge (1925)
- Danny (1925)
- Fiddlefoot (1925)
- Good Ideal (1925)
- Little of Both (1925)
- Lucky Year (1925)
- Old Chris Pedersen (1925)
- One Day to Live (mit Maud Hart Lovelace, 1925)
- Pull-Away (1925)
- Sold (1925)
- Swap (1925)
- Whip Hand (1925)
- Big Bite (1926)
- Bonanza (1926)
- Country Fair (1926)
- Toe of the Stocking (1926)
- Venture (1926)
- Dishpan (1927)
- Gimme Gal (1927)
- Kitchen View (1927)
- Detour No. 1 (1928)
- Fussbudget (1928)
- Proud Old Rooster (1928)
- Sleeping Cold (1928)
- Stubborn Stebbins (1928)
- Yes (1928)
- Good Provider (1929)